# عملقة جزيرية

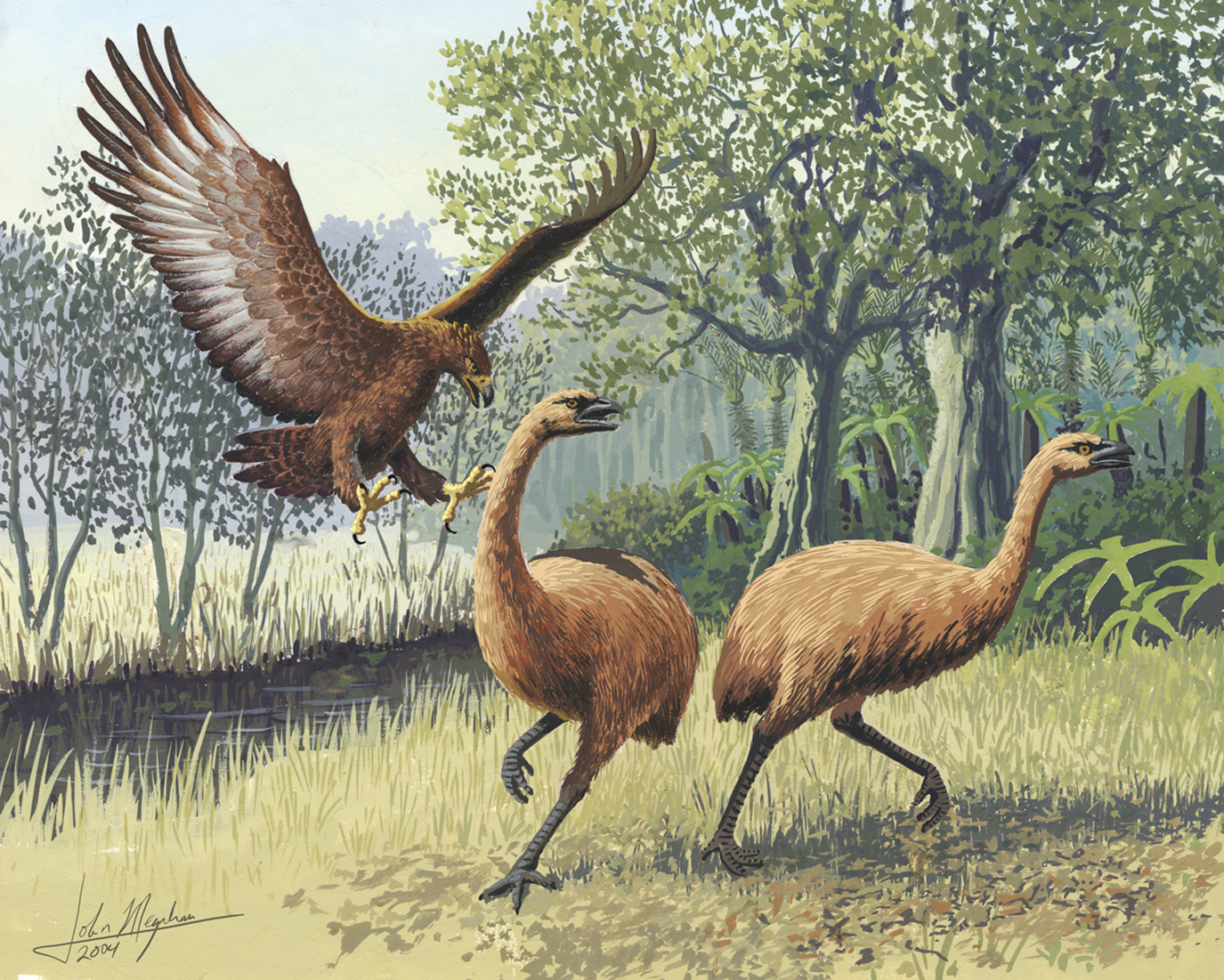
عقاب هاآست والموا من نيوزيلندا وهي حيوانات كبيرة (انقرض كلاهما)

العملقة الجزيرية (بالإنجليزية: Island gigantism أو insular gigantism) هي ظاهرة بيولوجية يزداد فيها حجم الحيوانات المعزولة في الجزر بشكل كبير مقارنة مع أقاربها في اليابسة. العملقة الجزيرية هي جانب واحد من تأثير الجزيرة أو قانون فوستر، والذي يفترض بأنه عندما تستوطن حيوانات اليابسة في الجزر، فإن الأنواع صغيرة الحجم تميل إلى تطوير أجسام كبيرة، والأنواع كبيرة الحجم تميل إلى تطوير أجسام صغيرة الحجم (التقزم الجزيري). وبعد قدوم البشر والمفترسات المرتبطة بهم (الكلاب، والقطط، والفئران، والخنازير)، فإن الكثير من الحيوانات المتوطنة في الجزر (وكذلك العملاقة منها) قد انقرضت. لوحظ ازدياد مشابه في حجم بعض نباتات الجزر وخشبها.

## الأسباب المحتملة
عادة ما تكون آكلات اللحوم الكبيرة من الثدييات غير موجودة في الجزر، وذلك بسبب المدى غير الكافي أو صعوبات في العبور عبر المياه. وفي غيابها، فإن النقص البيئي في آكلات اللحوم يُعَوض بواسطة الطيور، أو الزواحف أو آكلات اللحوم الصغيرة، ما يجعلها تنمو إلى أحجام كبيرة تفوق الحجم الطبيعي. ففي جزيرة غارغانو من عصر ما قبل التاريخ في البحر الأبيض المتوسط الميوسيني-البليوسيني، وفي جزر البحر الكاريبي مثل كوبا، وفي مدغشقر وفي نيوزيلندا، فإن بعض أو كل المفترسات العليا كانت من الطيور مثل النسور والصقور والبوم، بالإضافة إلى بعض أكبر الأمثلة المعروفة من تلك المجاميع. لكن الطيور والزواحف بشكل عام، هي مفترسات أقل كفاءة من آكلات اللحوم المتطورة.
ولأن صغر حجم الحيوانات العاشبة يسهل عليها الهروب أو الاختباء من المفترسات، فإن انخفاض ضغط الافتراس في الجزر يسمح لها بالنمو إلى أحجام كبيرة. بالإضافة إلى انتفاع آكلات الأعشاب الصغيرة من غياب المنافسة مع الأنواع المفقودة من العاشبات الكبيرة.
أحد الفوائد المقترحة لازدياد حجم سلاحف الجزر هو انخفاض تأثرها بنقص الغذاء و/أو الماء، وذلك عبر قابليتها للنجاة لفترات أطول بدونهما، أو قابليتها على السفر لمسافات أبعد للحصول عليهما. تؤثر فترات نقص الأغذية والمياه على حيوانات الجزر أكثر من تأثيرها على حيوانات اليابسة.
لذلك فإن العملقة الجزيرية هي نزعة تطورية تنتج عن إزالة قيود مثل صغر الحجم والذي يرتبط بالافتراس و/أو المنافسة. تعمل مثل هذه القيود بشكل مختلف باختلاف حجم الحيوان مثلًا بينما يساعد صغر حجم بعض آكلات الأعشاب على الاختباء من المفترسات، كذلك يساعد كبر حجم آكلات الأعشاب الأخرى على تخويف المفترسات. التقزم الجزيري هو ظاهرة تكميلية تنتج عن إزالة قيود كبر حجم العاشبات الكبيرة والمرتبطة بالافتراس و/أو المنافسة. وعلى النقيض، فإن التقزم الجزيري يشيع بين المفترسات كنتيجة لقيود تُفرض بسبب قلة الفرائس على الجزر. تشيع العملقة الجزيرية في أغلب الفقاريات واللافقاريات.
تفضل الحيوانات التي تتخذ مناطق خاصة بها العملقة الجزيرية. إذ أوضحت دراسة أُجريت في جزيرة آنهاو الواقعة ضمن بحيرة بيراميد في نيفادا أن بعض أنواع الزواحف التي تتخذ مناطق خاصة بها غالبًا ما تميل إلى أن تكون أكبر حجمًا في الجزر عنها في اليابسة، وخاصة الأنواع صغيرة الحجم. ففي مثل هذه الأنواع يساعد كبر الحجم على الدفاع والتنافس على المناطق. وهذا يعطي زخمًا إضافيًا نحو التطور لحجم أكبر في الجزر.
يمكن أن تنشأ العملقة الجزيرية عندما تكون الأفراد كبيرة الحجم من حيوانات اليابسة متفوقة في قدرتها على استيطان الجزر.
يلعب حجم الجزيرة دورًا في مدى العملقة. إذ تسرع الجزر الصغيرة من معدل تغير حجم الكائنات الحية، فتكون الكائنات التي تعيش هناك ذات احجام مختلفة بشكل مبالغ فيه.

## أمثلة
تشمل الأمثلة على العملقة الجزيرية أنواعًا محددة من الثدييات والطيور والزواحف ومفصليات الأرجل وبطنيات القدم. عند الثدييات على سبيل المثال يلاحظ ازدياد حجم الكثير من القوارض على الجزر، بينما يتناقص حجم آكلات اللحوم، الخرطوميات ومزدوجات الأصابع.

### ثدييات

#### لواحم
| مثال                 | الاسم الثنائي             | النطاق الأصلي | الوضع الحالي                     | الأقارب القاريون |
| -------------------- | ------------------------- | ------------- | -------------------------------- | ---------------- |
| قضاعة سردينية عملاقة | Megalenhydris barbaricina | سردينيا       | انقرض (أواخر العصر البليستوسيني) | قضاعة            |
| فوسا                 | Cryptoprocta ferox        | مدغشقر        | أنواع مُعرضة للخطر                | سموريات          |
| فوسا عملاق           | Cryptoprocta spelaea      | مدغشقر        | انقرض (قبل 1400 م)               | سموريات          |

### زواحف
أمثلة مشكوك فيها

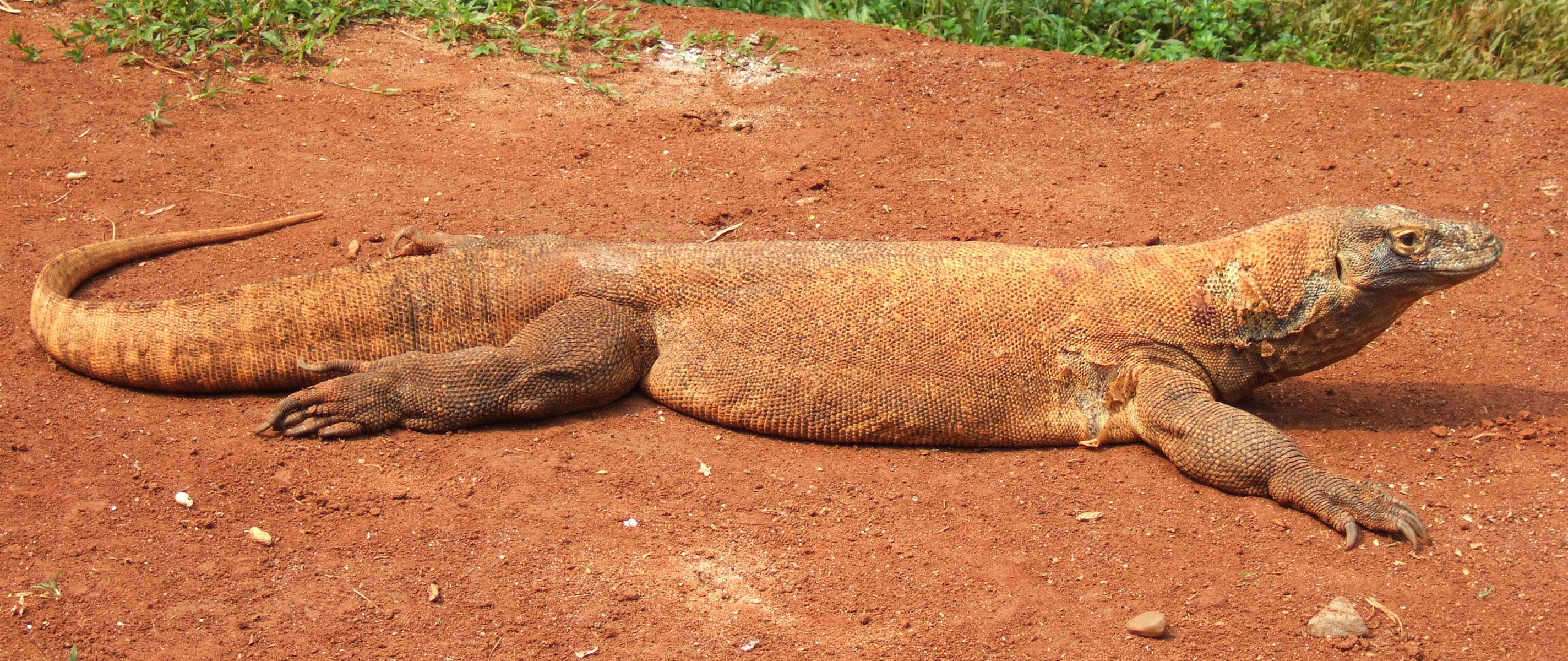
تنين كومودو (جزر سوندا الصغرى)

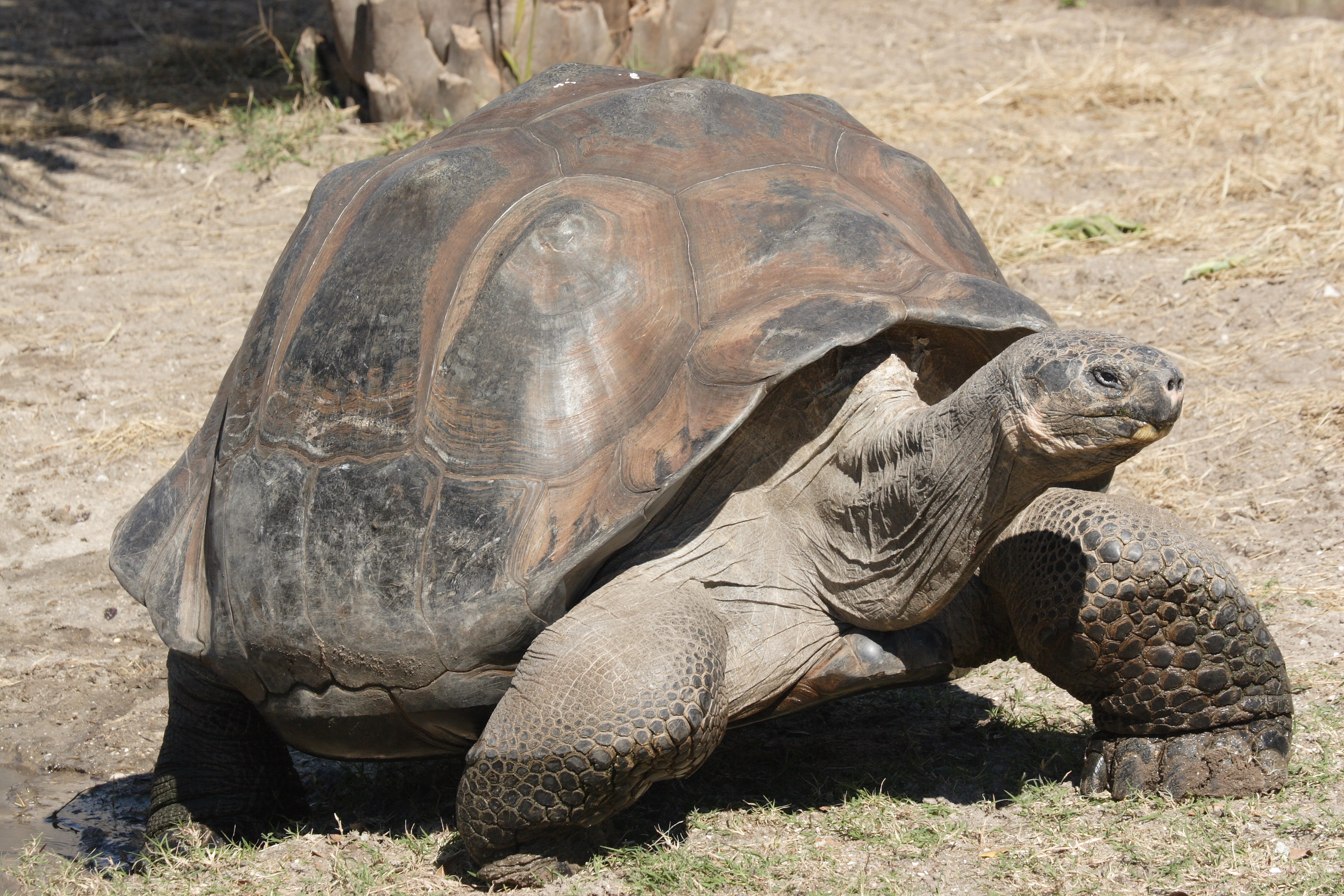
سُلَحْفاة غالاباغوس العملاقة

- اعتُبر تنين الكومودو من جزيرة فلوريس والجزر المجاورة، والتي هي أكبر سحلية موجودة، بالإضافة إلى سحلية منقرضة من تيمور على أنها أمثلة على آكلات لحوم جزيرية عملاقة. وبما إن الجزر محدودة في المساحة والموارد الغذائية، فإن آكلات اللحوم الثديية فيها (إن وجدت) تكون أصغر حجمًا من آكلات اللحوم القاريّة. تتضمن هذه الحالات آكلات اللحوم خارجية الحرارة والتي تعيش على جزر أصغر من أن تحتمل منافسة بين الثدييات. ومع ذلك فإن تلك السحالي ليست بذات الحجم الكبير لقريبتها أسترالية الأصل السحلية المنقرضة ميغالنيا. اقتُرح على أساس دليل أحفوري أن أسلاف هذه السلاحف تطورت إلى حجمها الكبير في أستراليا ثم انتقلت إلى إندونيسيا.[10] إن صح ذلك فإنها ستعتبر دليلًا على العملقة الشُعبوية. ومع ذلك، فإن أستراليا تعتبر في بعض الأحيان أنها أكبر جزيرة في العالم ولذلك يمكن أن تحتوي وجهة النظر السابقة بعض الصحة.
- ومن الأمثلة الأخرى على العملقة الجزيرية: السلاحف العملاقة في جزر غالاباغوس وسيشيل، وهي أكبر السلاحف الموجودة حاليًا، بالإضافة إلى السلاحف المنقرضة من جزر الماسكرينز وجزر الكناري. ولكن خلال العصر البلستوسيني، كانت توجد سلاحف بذات الحجم أو حتى أكبر في أستراليا (ميولانيا) وفي جنوب آسيا (ميغالوتشيليس) وفي مدغشقر (ديبسوتشيليس) وفي أمريكا الشمالية[11] (هيسبروتيستودو) وفي أمريكا الجنوبية[12] (جيلينويدس، وهو نفس الجنس الموجود حاليًا في جزر غالاباغوس[13]) وفي الكثير من الجزر الأسهل وصولًا.[11] وفي العصر البليوسيني المتأخر كان يوجد في أفريقيا[14] جنس آخر يسمى «جيوتشيلون ليتلولينسيس».[14] أما في الوقت الحالي فإن السلاحف الكبيرة توجد في الجزر البعيدة فقط، وهذا يدل على أن تلك الجزر قد اكتُشفت حديثًا ولا يسكنها الكثير من البشر، مما جعل سلاحفها أقل عرضة إلى الاستغلال الجائر.

النباتات: بالإضافة إلى زيادة الحجم، تُظهر النباتات العشبية بالجزر ما يسمى (الخشبية الجزيرية). وأهم الأمثلة على ذلك هي الميغاهيربز في جزر نيوزلندا تحت القطبية.